# Герб Омутнинска
Герб города Омутнинска — опознавательно-правовой знак, составленный и употребляемый в соответствии с правилами геральдики, служащий символом Омутнинского городского поселения Омутнинского района Кировской области Российской Федерации.

## Описание герба
Описание герба:
В пересечённом золотом и лазоревом поле щита в лазури, изображённой в виде омута, серебряная подкова, символизирующая полную чашу и надежду на лучшее. Внутри подковы в золоте красная ящерица — саламандра, свернувшаяся кольцом, образует букву «О» — начальную букву названия города.

## Обоснование символики
Обоснование символики герба:
Толкование символики герба: 
— жёлтый цвет верхней части герба — цвет герба Кировской области; 
— лазоревый (синий) цвет в нижней части герба — изображен в виде омута — ямы в русле реки, говорит о реке Омутной — именно омуты послужили основой для названия реки Омутной, от названия которой и город назвали Омутнинском; 
— подкова символизирует удачу, а в данном случае и полную чашу, надежду на лучшее, а также совместный труд всех жителей города по улучшению жизни и быта, уровня благосостояния населения; 
— красная ящерица — саламандра, свернувшаяся кольцом, образует букву «О» — начальную букву названия города, символизирует очищающую силу огня, знание, позволяющее варить редкие сорта сталей на градообразующем предприятии города — Омутнинском металлургическом заводе; 
— золото олицетворяет богатство и постоянство; 
— серебро — благородство и чистоту; 
— лазурь (синий цвет) — честь, славу и верность; 

— червлень (красный цвет) — любовь, силу, мужество и храбрость.

## История создания
- 28 мая 2013 — герб района утверждён решением Омутнинской городской Думы[2].
- Герб города Омутнинска включён в Государственный геральдический регистр Российской Федерации под № 8526[1].